# Cecidomyia mucoris
Cecidomyia mucoris är en tvåvingeart som beskrevs av Jean Nicolas Vallot 1850. Cecidomyia mucoris ingår i släktet Cecidomyia och familjen gallmyggor. Inga underarter finns listade i Catalogue of Life.